# Вован (пранкер)
Влади́мир Алекса́ндрович Кузнецо́в, он же Vovan222, род. 21 августа 1984, Краснодарский край) — российский пранкер.
Популярность ему принесли телефонные розыгрыши Элтона Джона, Джона Маккейна, Александра Лукашенко, Михаила Саакашвили, Владимира Чурова, Валерии Новодворской, Владимира Мединского, Виталия Кличко, Виталия Мутко, Натальи Поклонской, Анастасии Волочковой, Алексея Панина, Виталия Милонова, Геннадия Онищенко, Александра Бубнова, Стивена Кинга, Джоан Роулинг, а также десятков других знаменитостей из мира шоу-бизнеса, спорта и политики. Несмотря на это, не является пародистом — его розыгрыши основываются на эффекте неожиданности, а не имитации чужого голоса.
По образованию — журналист и юрист.
Высказывались предположения, что Кузнецов, совместно со своим напарником по пранкам Лексусом, связан с ФСБ, однако сами пранкеры такие обвинения отрицают.

## Биография
Родился в 1984 году в Краснодарском крае в семье служащих. Получил юридическое образование.
С 2007 года начал заниматься пранком, открыв такой его подвид, как пранкерские звонки звёздам шоу-бизнеса и коллекторам. В 2011 году переехал в Москву и по приглашению одного из крупных таблоидов стал работать в нём журналистом. Тогда же придумал себе фамилию Краснов в качестве псевдонима на основе входящих звонков от коллекторов, искавших некоего Дмитрия Игоревича Краснова, задолжавшего «Альфа-Банку» 12 тысяч рублей (скончался в том же году по причине употребления наркотиков).
Первая известность пришла к Вовану в конце 2011 года, когда после скандальных парламентских выборов в России пранкер позвонил председателю Центризбиркома Владимиру Чурову, представившись вице-премьером Аркадием Дворковичем, и едва не «отправил» Чурова в отставку.
В июне 2012 года после «вылета» сборной России по футболу с Евро-2012 Вован от имени футболиста Романа Широкова разыграл министра спорта РФ Виталия Мутко.
В 2013 году Вован записал телефонный розыгрыш Сергея Рахманина, президента Ассоциации по развитию коллекторского бизнеса, представившись коллектором. По словам Вована, этот звонок стал апофеозом его пранкерской деятельности с коллекторами.
Запись телефонного розыгрыша с Александром Лукашенко собрала более 300 000 просмотров на сервисе YouTube.
Осенью 2014 года через длинную цепочку пранков, в том числе с представителями посольства США в Киеве и Михаилом Саакашвили, пообщался с американским генералом Макнили от имени министра внутренних дел Украины. Генерал раскрыл пранкеру информацию о поставке военной помощи США на Украину.
Партнёром Вована является пранкер Алексей Столяров, известный как Лексус.
Кузнецова и его коллегу подозревают в работе на российские власти и ФСБ. Сам Вован утверждает, что свободен в выборе «жертв» и не работает «на заказ», в то же время признаёт, что имеет предложения от «знакомых» по выбору тем для очередного розыгрыша. Пранкер сотрудничает со многими российскими СМИ, где публикуются его розыгрыши.
В сентябре 2015 года в телефонной беседе с Элтоном Джоном после его розыгрыша Вованом и его ассистентом Владимир Путин лично извинился перед музыкантом за выходку пранкеров и охарактеризовал их так: «Они ребята безвредные, но это их не оправдывает».
Настоящая фамилия Вована впервые стала известна общественности в 2014 году.
В феврале 2016 года жертвой пранка стал президент Турции Реджеп Тайип Эрдоган, которому Вован и Лексус представились как Пётр Порошенко и Арсений Яценюк.
С апреля 2016 года являлся соведущим еженедельного пранк-шоу «Звонок» на канале НТВ вместе со своим коллегой Алексеем Столяровым (Лексусом) и Михаилом Генделевым.
26 марта 2022 года YouTube заблокировал канал Вована и Лексуса за «нарушение правил сообщества». В марте 2022 года на канале пранкеров появились видеоролики с министром обороны Великобритании Беном Уоллесом и с министром внутренних дел Великобритании Прити Пател. Обе беседы пранкеры вели от имени премьер-министра Украины Дениса Шмыгаля.
В июне 2022 года Вован и Лексус разыграли писательницу Джоан Роулинг от имени президента Зеленского. Пранкеры спросили у писательницы, может ли она сменить форму шрама Гарри Поттера с молнии на украинский трезубец, а причёску героя — на чуб в запорожском стиле. Роулинг пообещала изучить этот момент.
В октябре 2023 года пранк Вована и Лексуса с премьер-министром Италии Джорджей Мелони стал причиной отставки дипломатического советника премьера Франческо Марии, устроившего провокативный разговор. В интервью с итальянским журналистом Вован сказал, что Джорджа Мелони «прекрасно вписалась в коллекцию», потому что они вместе с Лексусом уже разыграли других лидеров стран Большой семёрки, членом которой является Италия, таких как президент Франции Эмманюэль Макрон, премьер-министр Канады Джастин Трюдо и бывший премьер-министр Великобритании Борис Джонсон. В том же интервью Вован ответил на обвинения итальянских спецслужб в том, что он работает на Кремль: «За всю мою карьеру ни один журналист не смог доказать мои связи с российскими спецслужбами».
13 декабря 2023 года Вован и Лексус под видом бывшего министра культуры Украины Александра Ткаченко поговорили с проживающим за пределами России писателем Борисом Акуниным, который заявил, что «готов помочь Киеву». Аналогичный разговор у этих пранкеров был и с также проживающим за пределами России писателем Дмитрием Быковым. После этого издательство «АСТ», торговая сеть «Читай-город» и интернет-сервис «Литрес» заявили, что прекращают распространение книг Бориса Акунина и Дмитрия Быкова в связи с их общественно-политической позицией, а депутат Госдумы РФ Андрей Гурулёв в эфире ток-шоу Владимира Соловьёва назвал Акунина «врагом» и призвал его уничтожить: «его не должно быть на этом свете».
26 июня Вован и Лексус опубликовали запись видеозвонка, который они сделали министру иностранных дел и бывшему премьер-министру Великобритании Дэвиду Кэмерону, общаясь с ним от лица бывшего президента Украины Петра Порошенко. В ходе беседы Кэмерон заявил, что Украину на ближайшем саммите НАТО не пригласят в альянс из-за того, что США против этой идеи. Он раскритиковал потенциальный план Франции по отправке своих военных на Украину, потому что они станут мишенью для Владимира Путина, а также рассказал об озвученных главой МИД Казахстана опасениях Астаны, что Россия хочет забрать себе северную часть страны, где проживает много этнических русских.

## Оценки
В 2017 году спецпредставитель США по Украине Курт Волкер, разыгранный пранкерами, высказывался о них так: «Действительно, такой звонок был, и я должен признать: у них прекрасное чувство юмора. Некоторые вопросы, которые они мне задали, то, как они мне их задавали, — это было достойно восхищения».
Некоторые оценивают его розыгрыши как телефонное хулиганство, однако к юридической ответственности Вован никогда не привлекался. Схожего мнения придерживается и журналист Радио «Свобода» Игорь Яковенко:

Пранк — телефонное хулиганство. Пранкер — телефонный хулиган. От обычного хулигана пранкер отличается тем, что обычный хулиган портит людям жизнь, находясь рядом с этими людьми, в физической досягаемости, а пранкер гадит издалека, из безопасного укрытия. Обычный хулиган рискует получить по физиономии, пранкер находится в полной безопасности. То есть обычный хулиган по сравнению с пранкером — это просто Д’Артаньян, сотканный из отваги и благородного риска.

В свете появления пранкеров в качестве ведущих и (или) гостей на телепередачах он характеризует Вована и Лексуса как «двух подонков, которые, смакуя детали, рассказывали миллионам телезрителей, как они совершали многочисленные правонарушения, подпадающие под статью 20.1 КоАП РФ».
Популярный российский журналист и телеведущий Михаил Кожухов также критически высказывался о пранкерах Воване и Лексусе. После участия с ними в программе государственного телеканала «Звезда» «Особая статья» он заявил, что «экспертное мнение этих самых Вована с Лексусом — позор профессии, к которой я имею отношение».

## Личная жизнь
Не женат. Большую часть своего времени посвящает подготовке к пранкам.

## Награды
- Орден Дружбы (03.07.2024)[36]